# Peristasisea luteola
Peristasisea luteola là một loài ruồi trong họ Tachinidae.